# Chitinophagaceae
Die Chitinophagaceae sind eine Familie von Bakterien. Die Typusgattung ist Chitinophaga Sangkhobol und Skerman 1981. Sie zählen zu der Abteilung Bacteroidota. Das Genom von Chitinophaga pinensis wurde 2010 komplett analysiert.

## Erscheinungsbild
Die Zellen sind Stäbchen mit abgerundeten Ecken. Teilweise werden Ruhestadien, sogenannte Mikrocysten gebildet. Einige Arten sind durch Gleiten beweglich. Der Gram-Test ist negativ. Die Kolonien sind gelb gefärbt.

## Wachstum und Stoffwechsel
Die Arten sind aerob oder fakultativ anaerob. Der Stoffwechsel ist meist oxidativ (Atmung), bei einigen Arten kann er auch fermentativ sein. Sie enthalten das Menachinon Typ 7. Einige Arten können Chitin hydrolysieren, wie z. B. Chitinophaga pinensis, auch die Hydrolyse von Cellulose ist bei einigen Arten bekannt, z. B. Chitinophaga oryziterrae.

## Vorkommen
Das Vorkommen der Arten ist vielseitig. So wurde z. B. die Art Chitinophaga skermanii vom Kot des Tausendfüßlers Arthrosphaera magna isoliert, Chitinophaga  japonensis und Terrimonas von Böden. Chitinophaga arvensicola wurde vom Moos Sphagnum isoliert. Balneola wurde im Meerwasser gefunden.

## Systematik
Die Familie der Chitinophagaceae wurde aufgrund von 16S-rRNA-Sequenzen 2011 beschrieben. Es folgt eine Auswahl von Gattungen:
- Balneola Urios et al. 2006
- Chitinophaga Sangkhobol and Skerman 1981
- Filimonas Shiratori et al. 2009
- Flavisolibacter Yoon and Im 2007
- Gracilimonas Choi et al. 2009
- Lacibacter Qu et al. 2009
- Niastella Weon et al. 2006
- Terrimonas Xie and Yokota 2006